# Джон Фендалл (молодший)
Джон Фендалл молодший (англ. John Fendall Jr., також відомий як Джон Яванський і Бенгальський)- колоніальний чиновник Британської Ост-Індійської компанії, губернатор острову Ява протягом п'яти місяців в 1816 році, перш ніж він був повернутий Нідерландам

## Біографія
Фендалл народився в Лондоні 9 жовтня 1762 року. він вступив на службу до Британської Ост-Індійської компанії в 1778, у віці 16 років. В 1790 він був колектором в Міднапурі; там він отримfв посаду старшого торгівця. В 1809 році він, вперше за 31 рік, повернувся до Лондону. 
В 1815 році Фендалл повернувся в Калькутту, де він майже одразу був призначений Лейтенант-губернатором острову Ява, окупованого британцями в 1811 році. 12 березня 1816 року Джон Фендалл замінив на цій посаді Стемфорда Раффлза. 
В 1816 році голландці послали флот для повернення Яви на чолі з ван дер Капелленом. Однак Фендалл не отримував наказів від керівництва, і голландці були змушені чекати. 19 серпня 1816 року голланці відновили свою владу в Ост-Індії. Таким чином, Джон Фендалл став останнім лейтенант-губернатором Яви. Він покинув острів в червні 1818 року на кораблі "Caesar".
Фендалл був переведений до Бенгалії і 20 травня 1820 року став членом Верховного Суду. Він був старшим торговцем Ост-Індійської компанії, а в 1823 році був президентом Торгівельної Ради Бенгалії. В 1824 році він служив в раді при віце-королі. 
Джон Фендалл помер 10 листопада 1825 року і був похований на кладовищі Саут-Парк-Стріт в Калькутті.